# 八道河 (爱河)
八道河，位于中华人民共和国辽宁省凤城市的一条河流，是爱河右岸支流，发源于凤城市最北端的和尚帽子山，蜿蜒向南流经赛马镇东甸村、赛马村、赫家窑村、双岭村、弟兄山镇和平村、马坊村、西车村、刘家河镇文化村、松树村、黑门村、大堡蒙古族乡武装村等地，最后于大堡乡政府驻地东北汇入爱河。河流全长92.59千米，流域面积935.83平方千米，河道平均比降4.84‰，年均径流量4.48亿立方米。八道河沿岸群山环绕，植被较好。上游干流上建有文化水电站。